# Tower 185
La Tower 185 è un grattacielo di 55 piani alto 200 metri situato nel quartiere Gallus di Francoforte, in Germania. È il 4° edificio più alto di Francoforte e il 4° più alto in Germania a pari merito con il Main Tower. In questo edificio ha la sede la filiale PricewaterhouseCoopers, che ha affittato 60.000 metri quadri della struttura per ospitare i propri uffici.